# Hunyadfalva, Jász-Nagykun-Szolnok
Hunyadfalva  este un sat în districtul Szolnok, județul Jász-Nagykun-Szolnok, Ungaria, având o populație de 203 locuitori (2011). 

## Demografie
Componența etnică a satului Hunyadfalva
     Maghiari (94,16%)
     Romi (3,9%)
     Germani (1,95%)
Componența confesională a satului Hunyadfalva
     Fără religie (29,06%)
     Romano-catolici (21,67%)
     Reformați (7,39%)
     Necunoscută (41,87%)
Conform recensământului din 2011, satul Hunyadfalva avea 203 locuitori. Din punct de vedere etnic, majoritatea locuitorilor (94,16%) erau maghiari, existând și minorități de romi (3,9%) și germani (1,95%). Nu există o religie majoritară, locuitorii fiind persoane fără religie (29,06%), romano-catolici (21,67%) și reformați (7,39%). Pentru 41,87% din locuitori nu este cunoscută apartenența confesională.